# Raionul Makariv, Kiev
Makariv (în ucraineană Макарівський район, transliterat: Makarivskîi raion) este un raion în regiunea Kiev, Ucraina. Reședința sa este așezarea de tip urban Makariv.

## Demografie
Componența lingvistică a raionului Makariv
     Ucraineană (95,69%)
     Rusă (3,83%)
     Alte limbi (0,22%)
Conform recensământului din 2001, majoritatea populației raionului Makariv era vorbitoare de ucraineană (95,69%), existând în minoritate și vorbitori de rusă (3,83%).